# 自己家畜化
自己家畜化（self domestication）とは、野生生物が人間との共同生活に適応する過程のことであり、とくに人間が直接家畜に適した形質を選抜して繁殖させること（人為選択）なしに、それが達成されていることを指す 。犬や猫は部分的にはそのように進化した、あるいは進化していると考えられている。一方でヒト科の動物が、協調的で従順な行動を進化させたことも自己家畜化とする場合がある。リチャード・ランガムによれば、同種間あるいは異種間のあいだで攻撃性の低下が有益な環境下で進むとされる 。自己家畜化には進化の副産物として、脱色、性的二型の縮小、幼形化が含まれることがある。

## 野生生物の場合
野生動物は、攻撃的な行動が減少することで、人間の近くでの生存率が向上することがある。そうやって生存率の向上した個体同士で、（人間の積極的な繁殖選抜をすることなしに）繁殖することが、攻撃性の低い形質を遺伝的に固定することになる。こうした自己家畜化は、人間の作り出す環境から発生する食糧の入手可能性を増加し、またそれを利用する能力の進化も促される。 この攻撃性の低下は、ホモ・サピエンスの周辺環境に限定しなくても適応度を上昇させることがある。自己家畜化によって生じる形質が個体間距離の近接化につながり、集団性が高くなることで自己家畜化が有利になる場合もある。自己家畜化された動物の環境は、野生の表現型とは異なる行動や外見の変化をもたらす可能性がある。こうした変化しやすい形質としては、脱色、フロッピーな耳、カールした尾、小さな歯、小さな頭蓋構造、幼少期の行動、性的二型の減少、発育の停止などが含まれるが、これらに限定されるものではない。 遊び好きの増加、攻撃性の低下もまた、自家家畜化の進んだ種で観察されている。

### 猫
約1万年前、人が定住化し、植物を栽培化する中で、備蓄した穀物を狙うネズミ対策が重要になった。その中でリビアヤマネコの一部は人の周辺で生活をし、住居近くのネズミを利用するようになった。人がネコを受け入れる中で、ネコ自身も野生の時代にもっていた人に対する攻撃性を減退し、従順さを増加させるようになったと考えられる。攻撃的な行動の減少と「飼いならしさ」の増加の永続化を支持し、猫を人間社会でますます許容できるようにしたとする。

### 犬
リチャード・ランガムはイヌの家畜化において自己家畜化の過程があったと推測している。ランガムによれば、イヌの頭蓋骨はオオカミの幼体の頭蓋骨と類似しており、先史時代において人が積極的に家畜化したのではなく、オオカミ自体が人と互恵的な関係を築く中で自ら家畜化したのではないかという。食料の自足に不安のあったオオカミのうち、人に対する攻撃性や警戒の少ない個体が人間の住居近くの残飯や屠殺の残骸を利用できることで生存し、その中から原始的なイヌが生まれたとしている。

### ボノボ（パンパニスカス）
ブライアン・ヘアは、ボノボは自己家畜化したと主張している。ボノボはチンパンジーと近縁にもかかわらず、攻撃性が低い。たとえばオスのチンパンジーは食物資源や、メスへのアピール、あるいは群内順位のために威圧的なディスプレイをすることが見られるほか、両性とも子殺しをすることがある。しかしながらボノボのオスはチンパンジーのように他の個体に接触するようなディスプレイをせず、枝引きずりディスプレイのときも他個体はチンパンジーのように逃げることはせずに落ち着いて見ている。メスも母子・姉妹に限らず連合関係を結ぶことで、交尾を求めるオスに対し、拒絶することを最小限にとどめている。ボノボはオス同士の同盟をつくることで知られるチンパンジーとは異なり、オス–メス間の組み合わせは多様であり、とくに母–息子間での結びつきが強い。集団内の関係だけでなく、集団間の関係についてもボノボとチンパンジーは異なり許容度が高く、複数の群が同じ餌場を同時に利用することも観察されることがある。さらに、ボノボの大人はチンパンジーの大人よりも遊ぶ傾向にあり、子供っぽさをしめす。
こうした特性の違いについての遺伝的基盤についてはわかっていないことが多いが、前頭眼窩皮質、運動野、海馬といった中枢神経に違いが見られる。こうした領域は、摂食習慣、運動協調、感情と関連している。
自然淘汰の観点からは、なぜボノボにとって自己家畜化が有利だったのかは議論の余地がある。一説によれば、自己家畜化は安定した社会構造を強化し、社交的な行動を促進することを示唆し、自己家畜化は、主に種内動態の変化によって動機づけられているとされている。ボノボの集団（菜食や移動のまとまり）サイズは、スクランブル競争が生じる頻度が低下しているため、チンパンジーの集団よりも安定している。単位集団（群）の全メンバーの16〜21％が参加しており、小規模の集団（母子やオスのまとまり）しか作らないチンパンジーよりも大きいことがわかっている。
行動学的・神経学的な証拠だけでなく、形態学的にもボノボの自己家畜化説を支持する証拠は多い。近縁種のチンパンジーとは異なり、最大20％の頭蓋骨の減少、顔の突起の平坦化、および減少した性的二型を持っている。ボノボの歯は小さく。尻周り毛は白く(white tail tuft)、唇はピンクであり、一般的に幼少霊長類で観察されるこういった特徴は、成人のボノボでもみられる。

### マーモセットサル（Callithrix jacchus）
神経学者のAsif A. Ghazanfar は、コモンマーモセットの親子の発声交換と体毛の発達に関係があると指摘している 。マーモセットの幼獣は親から声をかけられるほど顔の白い毛の面積が広がる。高ストレス環境下では、副腎とそれに対応する神経堤細胞が発達することで体毛近傍にメラノサイトが発達することになり結果的に白い部分が減る。逆に白い部分が増えるということはストレスが低いことを示しており、霊長類一般で見られる自己家畜化の結果である。Ghazanfarはこの観察から協調的な子育てが自己家畜化の選択圧であることを主張している。マーモセットの場合、二卵性双生児の育児の必要性がその原動力であり、ヒトの場合は長い幼児期間が協調的な子育てを要請したとしている。